# AEW Full Gear
AEW Full Gear é um evento de wrestling profissional pay-per-view (PPV) produzido por All Elite Wrestling (AEW). Estabelecido em 2019, é realizado anualmente por volta do Dia dos Veteranos. O nome do evento é uma referência a um segmento da websérie Being The Elite envolvendo o lutador da AEW "Hangman" Adam Page. É considerado um dos "Big Four" PPVs para AEW, junto com Double or Nothing, All Out, e Revolution, os quatro maiores shows da empresa produzidos trimestralmente.

## História
Logo após a formação de All Elite Wrestling (AEW) em janeiro de 2019, um segmento recorrente de The Young Bucks' (vice-presidentes executivos da AEW Matt Jackson e Nick Jackson) YouTube série Being The Elite começou. Os segmentos giravam em torno do lutador da AEW "Hangman" Adam Page, que estava sempre em seu ringue completo. O 135º episódio de Being The Elite, que foi carregado em 31 de janeiro de 2019, foi intitulado "Full Gear".
A AEW, por sua vez, pegou o título e o usou para o evento pay-per-view (PPV) de novembro de 2019. O inaugural Full Gear PPV ocorreu em 9 de novembro daquele ano na Royal Farms Arena em Baltimore, Maryland. O no ano seguinte, um segundo Full Gear foi realizado em 7 de novembro, estabelecendo o Full Gear como um PPV anual da AEW - este segundo evento foi realizado na sede da AEW em Daily's Place em Jacksonville, Flórida devido à pandemia COVID-19. AEW retomou a turnê ao vivo em julho de 2021, com o evento 2021 realizado no Target Center em Minneapolis, Minnesota. O evento 2022 foi agendado para o Prudential Center em Newark, New Jersey, marcando o primeiro PPV da AEW realizado na Tri-State área.
O presidente e CEO da AEW Tony Khan referiu-se ao Full Gear como um dos PPVs "Big Four" da promoção, seus quatro maiores shows do ano produzidos trimestralmente, juntamente com Double or Nothing, All Out, e Revolution. Dos quatro, o Full Gear é o único que tradicionalmente acontece aos sábados, para não se contra-programar contra os Jacksonville Jaguars da National Football League, que também é propriedade do Família Khan.

## Eventos
| 1                                                 | Full Gear (2019) | 9 de novembro de 2019  | Baltimore, Maryland    | Royal Farms Arena | Jon Moxley vs. Kenny Omega em uma luta não sancionada Lights Out                      | [ 9 ] [ 10 ]  |
| 2                                                 | Full Gear (2020) | 7 de novembro de 2020  | Jacksonville, Flórida  | Daily's Place     | Jon Moxley (c) vs. Eddie Kingston em uma luta "I quit" pelo Campeonato Mundial da AEW | [ 11 ] [ 12 ] |
| 3                                                 | Full Gear (2021) | 13 de novembro de 2021 | Minneapolis, Minnesota | Target Center     | Kenny Omega (c) vs. "Hangman" Adam Page pelo Campeonato Mundial da AEW                | [ 13 ]        |
| 4                                                 | Full Gear (2022) | 19 de novembro de 2022 | Newark, Nova Jérsei    | Prudential Center | Jon Moxley (c) vs. MJF pelo Campeonato Mundial da AEW                                 | [ 5 ]         |
| 5                                                 | Full Gear (2023) | 18 de novembro de 2023 | Inglewood, Califórnia  | Kia Forum         | MJF (c) vs. Jay White pelo Campeonato Mundial da AEW                                  | [ 14 ]        |
| 6                                                 | Full Gear (2024) | 23 de novembro de 2024 | Newark, Nova Jérsei    | Prudential Center | Jon Moxley (c) vs. Orange Cassidy pelo Campeonato Mundial da AEW                      | [ 15 ]        |
| 7                                                 | Full Gear (2025) | 22 de novembro de 2025 | Newark, Nova Jérsei    | Prudential Center | TBD                                                                                   | [ 16 ]        |
| (c) – refere-se ao(s) campeão(s) indo para a luta |                  |                        |                        |                   |                                                                                       |               |